# Lluís Alimbrot
Lluís Alimbrot o Louis Alincbrot, és el nom amb què era conegut el pintor flamenc Lodewijk Allyncbrood, (Bruges, c. 1410 - València, octubre de 1460). Figura inscrit al Gremi de Sant Lluc de Bruges entre 1432 i 1443 i en 1436-1437. En aquesta ciutat va entrar en contacte amb l'obra de Jan van Eyck amb qui va treballar al seu taller. Cap al 1437 es va traslladar a València, però no es va inscriure com a habitant de la ciutat fins a 1448. Va mantenir en aquesta ciutat fins a la seva mort el 25 d'octubre de 1460.

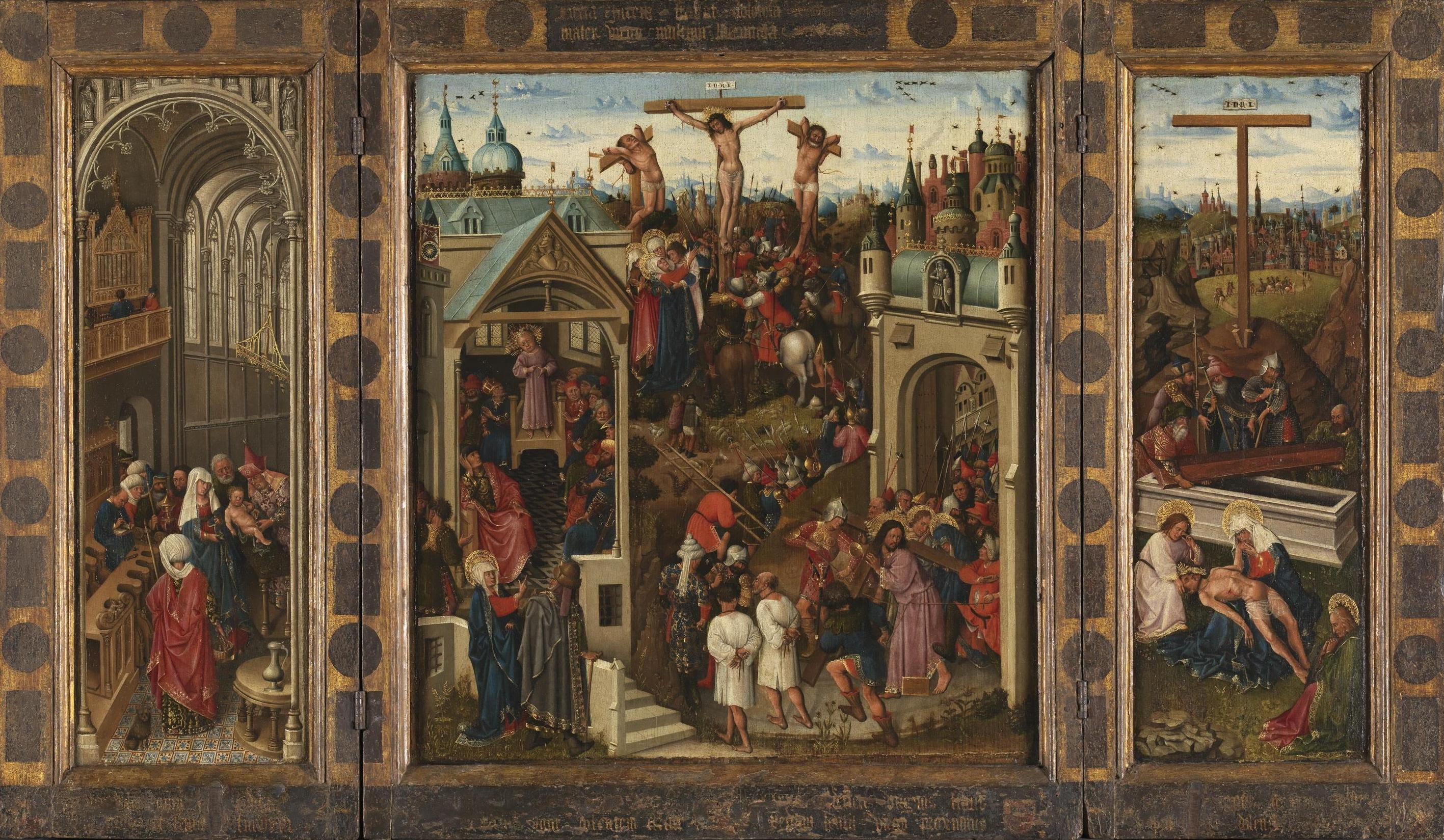
Tríptic de la Crucifixió. A la taula de l'esquerra es mostra l'escena de la Circumcisió de Jesús; el tema central és una combinació de Jesús al Temple entre los doctores, Crist carregant la Creu camí al Gòlgota, i l'escena de la Crucifixió. A la taula dreta es presenta la Pietat.

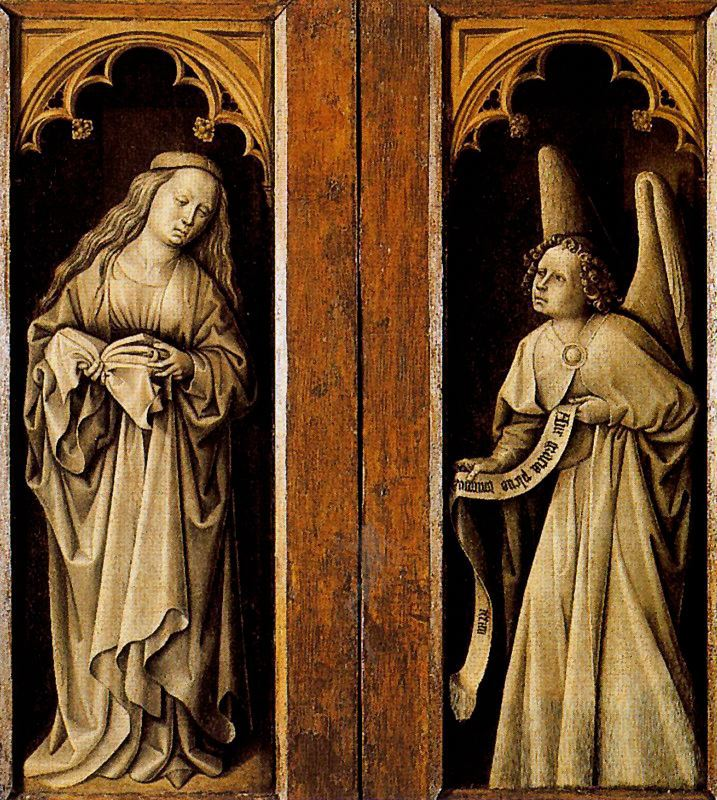
Anunciació en grisalla a la part exterior de les taules laterals del retaule de la Crucifixió

Se li atribueix el Tríptic de la Crucifixió un oli sobre taula de 1440 que es troba al museu del Prado, també conegut com a Escenes de la vida de Crist, ja que a la seva taula central s'hi representen tres escenes de la vida de Jesús. L'obra prové del convent de les carmelites de l'Encarnació de València, lloc que proporcionar la denominació de «Mestre de l'Encarnació» al seu autor quan no estava encara atribuït a Alimbrot. Es tracta d'una obra amb influència de l'etapa miniaturista de Van Eyck, abans que aquest comencés l'etapa de gran retaules amb l'adoració de l'Anyell Místic. Les escenes d'aquest tríptic mostren un dramatisme i un naturalisme no exempt de detalls d'aspectes quotidians que situen l'espectador en l'ambient narratiu. L'obra conserva el marc original amb uns versos del Stabat Mater a la part superior, i a la inferior mostra uns escuts de Maties Corví, rei d'Hongria i marit de Beatriu d'Aragó, neta d'Alfons el Magnànim, així com de la família valenciana Roiç de Corella, comtes de Cocentaina. El personatge de Crist carregant la Creu a la part baixa de la taula central porta una «taula espinar» entre els turmells durant el camí cap al calvari, un element de la iconografia de la Passió pròpia del nord d'Europa durant el segle xiv i XV. Aquesta peça, que hauria incrementat el dolor i sacrifici de Jesús durant el seu calvari només es troba il·lustrada amb anterioritat a les miniatures franceses i flamenques del gòtic. Lluís Alimbrot ho va introduir a la pintura gòtica espanyola en aquest retaule i posteriorment el Bosch ho va representar al Crist portant la creu (Monestir de San Lorenzo del Escorial).
Alimbrot es va casar a València i el seu fill Jordi, després d'un període de formació amb el seu pare, va anar a Bruges per a obtenir la seva titulació de mestre el 1460.